# Henrik Svensmark
Henrik Svensmark  (født 1958) er en dansk astrofysiker. Han tog i 1987 en licentiatgrad på Danmarks Tekniske Universitet. Via et stipendium kom han derefter tre år til University of California, Berkeley. Tilbage i Danmark havde Svensmark i nogle år midlertidige stillinger bl.a. ved Niels Bohr Institutet. Derefter blev han ansat på DMI som fysiker og er nu leder af sol-klima-forskningen på Danmarks Rumcenter under Danmarks Tekniske Universitet.
Henrik Svensmark blev i 1997 tildelt Højgaard & Schultz’ jubilæumspris for sin forskning. Prisen tildeles hvert år en forsker, der har formået at gå nye veje. Svensmarks forskning har modtaget støtte fra Statens Naturvidenskabelige Forskningsråd og støttes nu med midler fra Ministeriet for Videnskab, Teknologi og Udvikling.
Han blev kendt som en benægter af den videnskabelige konsensus om klimaforandringer. Mange af hans påstande om årsagerne til klimaændringer er ikke blevet bekræftet af andre forskere.

## Forskning
I 1996 offentliggjorde han sammen med Eigil Friis-Christensen en artikel med titlen Variation of cosmic ray flux and global cloud coverage – a missing link in solar-climate relationships (Variation i den kosmiske strålings intensitet og det globale skydække – et manglende led i sol-klima-relationen). Den var skrevet på baggrund af undersøgelser, der tydede på, at der er en sammenhæng imellem variationer i mængden af kosmisk stråling, der rammer jordens atmosfære, og ændringer i klodens klima. I de perioder, hvor jordens atmosfære er blevet bombarderet med kosmisk stråling, har jordens klima været køligere end ellers, mens klimaet har været relativt mildt i perioder, hvor den kosmiske stråling ikke har været så intensiv. 
Solen kommer ind i billedet, idet dens omgivende magnetfelt i nogen grad afskærmer jorden mod kosmisk stråling. Styrken af solens magnetfelt varierer imidlertid i takt med solens aktivitet, der bl.a. viser sig i variationer i antallet af solpletter.
Henrik Svensmark har udtalt:
| Citat | Den kosmiske stråling (der rammer jorden) er faldet med ca. 15% i de sidste 100 år. Det har betydet, at der nu er færre lave skyer over jorden. De lave skyer har en afkølende virkning i atmosfæren, og da der er blevet færre af dem, har vi her antagelig forklaringen på en del af den opvarmning af jordens atmosfære på 0,7 grader Celsius, som er sket i løbet af de sidste 100 år.[kilde mangler] | Citat |
|       | |       |

Hvis han har ret, må den altdominerende teori om drivhuseffekten reduceres til en biting i den globale sammenhæng. Derfor har Henrik Svensmarks teori ført til mange klimapolitiske diskussioner.  Danske solforskere er dog i dag enige om at den globale opvarmning i hvert fald siden 1980-85 ikke hænger sammen med solaktiviteten. 
Kosmisk stråling udgår fra eksploderende stjerner(supernova), der befinder sig mange lysår væk fra jorden. Dens intensitet afhænger af antallet af sådanne eksplosioner, der igen er afhængigt af solsystemets placering i Mælkevejen på solens vej rundt om dennes centrum, en tur, der tager ca. 240 millioner år. 
Svensmark mener, at den kosmiske stråling har påvirket livet på jorden, siden det opstod for over 4 milliarder år siden. Der menes at være en hidtil ukendt sammenhæng mellem mængden af liv på jorden og styrken af den kosmiske stråling gennem hele vores planets historie. I perioder, hvor jorden har været udsat for kraftig kosmisk stråling, er der sket hurtige og store udsving i mængden af liv, og i perioder med svag kosmisk stråling har mængden af liv stort set været konstant.

## SKY-eksperimentet
Fra 2000 til 2006 udtænkte og udførte Henrik Svensmark et eksperiment under navnet SKY. Fintfølende instrumenter målte de kemiske reaktioner, som udløses i atmosfæren af de mest gennemtrængende kosmiske stråler. Resultaterne viser, at de elektroner, som bliver frigjort i atmosfæren af den kosmiske stråling, fremmer produktionen af aerosoler, hvorpå vanddamp kan kondensere til skyer. Således har forskerne påvist en mekanisme, hvorigennem den kosmiske stråling kan påvirke dannelsen af skyer og dermed jordens klima. De eksperimentelle resultater blev offentliggjort februar 2007 i Proceedings of the Royal Society A, som udgives af The Royal Society i London.

## CLOUD-eksperimentet
Indflydelsen fra ladninger og elektriske felter på dråbedannelse er kun i meget begrænset omfang klarlagt. Selv om SKY-eksperimentet påviste et sammenfald mellem ændringer i kosmisk stråling og ændringer i egenskaberne af jordens skydække, er det ikke tilstrækkeligt som bevis for en eksisterende mikrofysisk sammenhæng. Der er etableret et internationalt samarbejde ved CERN i Genève som skal undersøge skyernes mikrofysik, især forbindelsen mellem kosmisk stråling og skydannelse. Dette kan ske under kontrollerede eksperimentelle omstændigheder ved at bruge et skykammer og en af CERN's partikelaccelerator. Eksperimentet er navngivet CLOUD
 
(Cosmics Leaving Outdoor Droplets).

## Populærvidenskabelige udgivelser
I 2007 udgav Henrik Svensmark sammen med videnskabsjournalisten Nigel Calder bogen The Chilling Stars – A New Theory of Climate Change, på dansk udkommet som Klima og kosmos. Bogen beskriver sammenhængen mellem den kosmiske stråling og jordens klima.

## Dokumentarfilm
Lars Oxfeldt Mortensens film om Henrik Svensmarks forskning med titlen Klimamysteriet (engelsk titel: The Cloud Mystery), havde premiere på TV 2 den 16. januar 2008. En anmeldelse i Ingeniøren fandt, at filmen gav en sober gennemgang af Henrik Svensmarks teori, men ikke meget plads til videnskabelig kritik.